# Danijel Štefulj
Danijel Štefulj (Čakovec, 2 giugno 1973) è un ex calciatore croato, di ruolo difensore.

## Biografia
Nato a Čakovec, durante la permanenza tra le file dell'Hannover 96 gli nacque a Langenhagen il figlio Daniel, anche egli calciatore.

## Carriera

### Nazionale
Con la nazionale esordì nel 1996 in amichevole contro la Polonia. La seconda nonché ultima partita con la nazionale la disputò sempre nello stesso anno in amichevole contro l'Ungheria.

## Statistiche

### Cronologia presenze e reti in nazionale
| Cronologia completa delle presenze e delle reti in nazionale ― Croazia | Cronologia completa delle presenze e delle reti in nazionale ― Croazia | Cronologia completa delle presenze e delle reti in nazionale ― Croazia | Cronologia completa delle presenze e delle reti in nazionale ― Croazia | Cronologia completa delle presenze e delle reti in nazionale ― Croazia | Cronologia completa delle presenze e delle reti in nazionale ― Croazia | Cronologia completa delle presenze e delle reti in nazionale ― Croazia | Cronologia completa delle presenze e delle reti in nazionale ― Croazia |
| Data                                                                   | Città                                                                  | In casa                                                                | Risultato                                                              | Ospiti                                                                 | Competizione                                                           | Reti                                                                   | Note                                                                   |
| ---------------------------------------------------------------------- | ---------------------------------------------------------------------- | ---------------------------------------------------------------------- | ---------------------------------------------------------------------- | ---------------------------------------------------------------------- | ---------------------------------------------------------------------- | ---------------------------------------------------------------------- | ---------------------------------------------------------------------- |
| 28-2-1996                                                              | Fiume                                                                  | Croazia                                                                | 2 – 1                                                                  | Polonia                                                                | Amichevole                                                             | -                                                                      |                                                                        |
| 10-4-1996                                                              | Osijek                                                                 | Croazia                                                                | 4 – 1                                                                  | Ungheria                                                               | Amichevole                                                             | -                                                                      | 75’                                                                    |
| Totale                                                                 |                                                                        | Presenze                                                               | 2                                                                      |                                                                        | Reti                                                                   | 0                                                                      |                                                                        |

## Palmarès

### Competizioni nazionali
- Campionato croato: 4

Dinamo Zagabria: 1995-1996, 1996-1997, 1997-1998, 1998-1999
- Coppa di Croazia: 3

Dinamo Zagabria: 1995-1996, 1996-1997, 1997-1998
- 2. Fußball-Bundesliga: 2

Hannover 96: 2001-2002
Norimberga: 2003-2004